# Vyšný Kubín

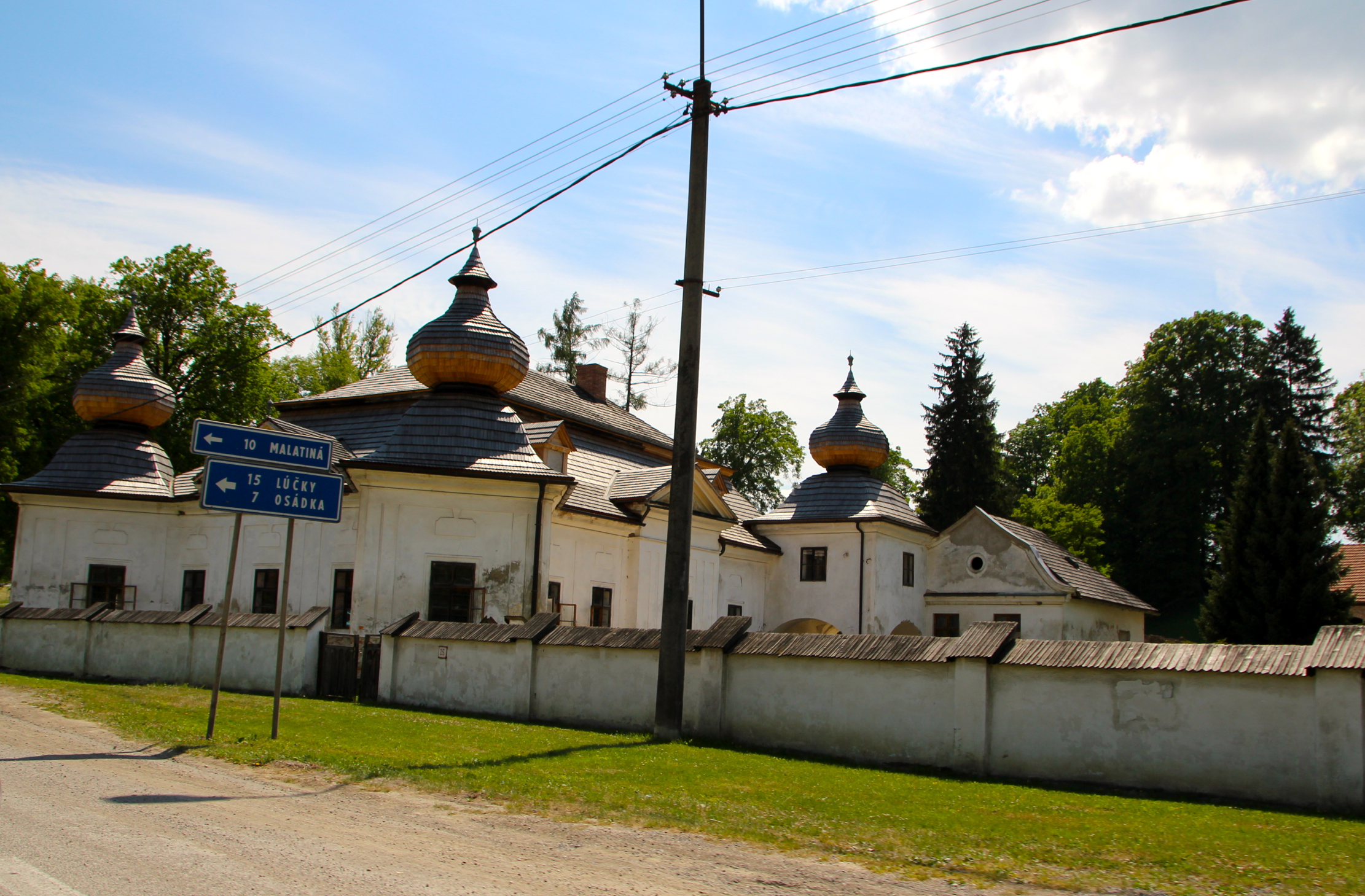
Vyšný Kubín (2012)

Vyšný Kubín (bis 1927 slowakisch auch „Horný Kubín“; deutsch selten Oberkubin, ungarisch Felsőkubin) ist eine Gemeinde in der Nordslowakei. Sie liegt am Fuße der Chočské vrchy etwa 3 km von Dolný Kubín entfernt.
Der Ort wurde 1325 erstmals schriftlich erwähnt.
Er gehörte 1986 bis 1990 als Gemeindeteil zu Dolný Kubín.

## Bevölkerung
| Jahr                | 1994 | 2004     | 2014     | 2024     |
| ------------------- | ---- | -------- | -------- | -------- |
| Anzahl der Personen | 503  | 561      | 722      | 853      |
| Unterschied         |      | +11,53 % | +28,69 % | +18,14 % |

| Jahr                | 2023 | 2024    |
| ------------------- | ---- | ------- |
| Anzahl der Personen | 817  | 853     |
| Unterschied         |      | +4,40 % |

## Persönlichkeiten
- Pavol Országh Hviezdoslav (1849–1921), slowakischer Schriftsteller
- György Szmrecsányi (1876–1932), ungarischer Politiker, Obergespan und Parlamentsabgeordneter
- Margita Figuli (1909–1995), slowakische Schriftstellerin